# Luca Delfino
Luca Delfino (Sanremo, 1977) è un criminale italiano, soprannominato il "Killer delle fidanzate". Responsabile dell'omicidio della sua ex fidanzata nel 2007, è stato indagato e processato anche per un altro delitto per il quale però è stato assolto.

## Biografia
Nato a Sanremo nel 1977, a soli due mesi di vita Delfino perse la madre che si suicidò sparandosi un colpo di fucile. Successivamente ebbe un fratello, nato dal matrimonio del padre Giuseppe con un'altra donna. Negli anni dell'adolescenza Delfino cresce da solo e spesso si ritrova a vivere in strada; trova lavoro come barista, ma senza alcuna stabilità.

### Morte di Luciana Biggi
La sera del 6 gennaio 2006, Delfino conobbe in un locale la trentaseienne Luciana Biggi, istruttrice di fitness residente a Rivarolo. I due iniziarono una relazione, interrotta dopo pochi mesi a seguito dell'atteggiamento possessivo e soffocante di Delfino che aveva cominciato ad abitare a casa Biggi e limitato i rapporti di Luciana con la sua famiglia. Il 9 aprile 2006 si verificò un episodio che allarmò sempre di più Bruna Biggi, sorella gemella di Luciana: la casa dove vivevano le due donne insieme a Delfino venne danneggiata da un'esplosione, causata da qualcuno che aveva manomesso la fascetta del tubo del gas. Delfino era uscito di casa pochi minuti prima dell'esplosione. Dopo settimane di stalking ed episodi di violenza, Delfino venne cacciato da casa da Bruna Biggi il 27 aprile.
La mattina dopo, Luciana venne ritrovata senza vita nel centro storico di Genova, lungo il vico San Bernardo.  Identificata dalla sorella Bruna, Luciana era stata prima aggredita poi sgozzata con dei cocci di una bottiglia di vetro; le testimonianze ricostruirono che la donna aveva passato le sue ultime ore di vita proprio con Luca Delfino, che però si dichiarò subito estraneo ai fatti. Sostenne che lui e Luciana avevano trascorso quella serata insieme, e avevano iniziato a litigare a seguito di un mix di cocaina e alcool. Nonostante la tensione tra i due, Delfino riferì che si erano salutati e avevano preso strade diverse. Disse di averla lasciata da sola in un bar, cosa non confermata dalle telecamere di sorveglianza; le stesse telecamere collocarono Delfino quella sera in piazza San Giorgio, poco distante dal luogo dell'omicidio. 
In aula, durante il processo a carico di Luca Delfino, il PM chiese 25 anni di reclusione per l'imputato che però fu assolto in primo grado il 14 febbraio 2011 per insufficienza di prove. La sentenza fu confermata in appello il 4 maggio 2013, lasciando l'omicidio di Luciana Biggi irrisolto.

### Omicidio di Antonella Multari
Poco dopo la morte di Luciana Biggi, Delfino riallacciò i rapporti con un'altra donna che aveva conosciuto l'anno precedente: Antonella Multari, trentaduenne originaria di Ventimiglia. I due iniziano a frequentarsi nel maggio 2006, e con il passare dei mesi Delfino impedì ad Antonella quasi totalmente di vedere i suoi genitori: la madre della donna, Rosa Tripodi, decise di sporgere denuncia dai carabinieri e scoprì del passato di Delfino dopo un fallimentare furto su un'auto da parte di quest'ultimo. Nei giorni successivi, Delfino iniziò a picchiare Antonella e a perseguitarla sempre più assiduamente. Ben presto il comportamento di Delfino verso Antonella si fece asfissiante e ossessivo, tanto da spingere la famiglia Multari a denunciarlo per molestie.
Al termine del processo nato dalla denuncia, Delfino fu condannato a pagare una multa di 85 euro. Nonostante tutte le violenze fisiche e psicologiche, gli episodi di stalking e le minacce di morte, Antonella tenta una riconciliazione con Delfino che però termina quasi subito; il 27 aprile 2007, Delfino scrisse un messaggio ad Antonella dicendole "ricordati che giorno è oggi" riferendosi all'omicidio di Luciana Biggi avvenuto esattamente un anno prima. Il 10 agosto 2007, subito dopo che Antonella era uscita da un centro estetico in via Volta, nel pieno centro di Sanremo, al culmine dell'ennesima lite Delfino la uccise con 44 coltellate per poi darsi alla fuga. Venne fermato da un testimone oculare che, dopo un breve inseguimento, riuscì a bloccarlo ad un incrocio in via Fratti permettendo alle autorità di arrestarlo. 

### Processo e carcerazione
Per il processo riguardante l'omicidio di Antonella Multari, Delfino chiese e ottenne il rito abbreviato; in aula, il PM chiese comunque l'ergastolo. La sentenza, emessa nel 2009, riconobbe a Delfino l'aggravante della premeditazione ma la pena fu mitigata dai risultati della perizia psichiatrica; questi, infatti, attestavano che Delfino fosse affetto da un grave disturbo di personalità paranoide e narcisistico che aveva grandemente scemato la capacità di intendere e di volere al momento del delitto. La condanna fu dunque quella di 16 anni e 8 mesi di reclusione, più 6 anni da scontare in un OPG (sostituito dalle REMS nel 2015). La sentenza fu fortemente criticata e contestata da molti presenti in aula tra cui Rosa Tripodi e Rocco Multari, genitori di Antonella. 
Delfino scontò la sua pena prima nel carcere fiorentino di Sollicciano, poi in quello di Pontedecimo e infine di La Spezia. Nel carcere di Sollicciano venne accusato di violenza sessuale da un compagno di cella, che riferì che Delfino gli aveva confessato di aver ucciso un detenuto riuscendo a far passare la morte come un suicidio. Nel carcere di Pontedecimo, invece, fu picchiato da due detenuti che furono in seguito accusati di aggressione; uno di loro fu condannato a sei anni di reclusione. Il 28 luglio 2023, Delfino espiò la sua pena in carcere e iniziò il percorso di riabilitazione nella REMS Villa Caterina, a Genova Prà, dove è tutt'ora recluso.

## Influenze sulla cultura di massa
A seguito dell'omicidio di Antonella Multari, il Parlamento italiano promulgò una legge per tutelare le vittime di stalking, ovvero l'articolo 612-bis del codice penale. Tale articolo fu introdotto con il decreto legge del 23 febbraio 2009 (convertito dalla legge del 23 aprile 2009) e punisce chi, con condotte reiterate, minaccia o molesta qualcuno, causando un perdurante e grave stato di ansia o paura, o costringendo la vittima a modificare le proprie abitudini di vita.
La storia di Luca Delfino venne trattata in un documentario facente parte del ciclo "Delitti in famiglia", narrato da Stefano Nazzi, scritto da Giacomo Galanti e Luca Piccirilli  e prodotto da Gedi Visual in collaborazione con Rai documentari. L'episodio dedicato al caso di Delfino andò in onda in prima serata su Rai 2 il 2 novembre 2024.